# Kotze (Kleidung)
Die Kotze (auch Kotzen; nach Althochdeutsch „chozzo“, „chozza“) ist ein aus grobem Wollzeug (auch Kotzen genannt) oder Loden gearbeiteter ponchoartiger Überwurf ohne Ärmel. Der Schnitt ist entweder rechteckig oder rund und hat traditionell nur ein Kopfloch und einen Brustschlitz. Modernere Formen der Kotze haben häufig einen modischen Stehkragen, eine durchgehende Knopfleiste und Einschubtaschen.
Die Kotze stammt von der römischen Paenula – einem Überziehmantel – ab, für die es seit dem 1. Jahrhundert Belege gibt. Vom Kotzenmacher gefertigt wurde sie in den Alpenländern als Arbeitskleidung und Wetterschutz getragen und seit der 2. Hälfte des 19. Jahrhunderts auch als Wanderkleidung. Sie eignet sich besonders für Jäger (Jagdkotze), da sie über Rucksack und Jagdwaffe getragen werden kann. Der Begriff ging von dem groben Stoff auf die daraus gefertigten Kleidungsstücke über.
Etymologisch mit Kotze verwandt sind Kutte und englisch coat (Mantel).